# Michael Bublé
Michael Steven Bublé (Burnaby, Columbia Británica, 9 de septiembre de 1975) es un cantante, compositor y actor canadiense.
Conocido por su voz poderosa y elegante, a menudo se le atribuye haber ayudado a renovar el interés del público por los estándares del pop tradicional americano, siguiendo la obra de músicos como Frank Sinatra, Tony Bennett, Nat King Cole, Elvis Presley y Ella Fitzgerald.
En 2003, el primer álbum de Bublé alcanzó la lista de los diez primeros en Canadá y el Reino Unido.  
Encontró una audiencia mundial con su álbum de 2005 It's Time y su álbum de 2007 Call Me Irresponsible, que alcanzó el número uno en varios países.  
Lo mismo ha ocurrido con sus siguientes álbumes, Crazy Love,To Be Loved, Nobody but me, Love, Higher y el álbum navideño de 2011, Christmas. 
Bublé ha vendido más de 75 millones de discos en todo el mundo y ha ganado numerosos premios, incluidos cinco premios Grammy y quince premios Juno.
Reside en el área de Vancouver, con su esposa, la actriz argentina Luisana Lopilato, y sus hijos.
En 2022, Michael Bublé lanzó Higher, su undécimo álbum de estudio, el cual incluye versiones de clásicos como "My Valentine" de Paul McCartney, quien también participó como productor y una colaboración con Willie Nelson en "Crazy".
El álbum recibió críticas positivas y fue nominado a un premio Grammy. Para promocionarlo, Bublé realizó la gira mundial Higher Tour, con fechas en América, Europa y Asia, marcando su regreso a los escenarios tras la pandemia. En el ámbito personal, en agosto de 2022 él y su esposa, la actriz argentina Luisana Lopilato, dieron la bienvenida a su cuarta hija, Cielo Yoli Rose Bublé. Además, continuó participando en especiales televisivos como Michael Bublé’s Christmas in the City  y en diversos programas internacionales de entrevistas y entretenimiento.

## Biografía
Michael Steven Bublé nació en Burnaby, Columbia Británica en Canadá, hijo de Lewis Bublé, un pescador de salmón. Bublé tiene ascendencia croata, italiana y franco-canadiense. Tiene dos hermanas menores,  Brandee y la actriz Crystal Bublé. Asistió a Seaforth Elementary School y Cariboo Hill Secondary School. De acuerdo con una entrevista de Oprah el 9 de octubre de 2009, Bublé soñó con convertirse en un cantante famoso desde los dos años. Cuando era adolescente, dormía con su Biblia y rezaba por su deseo de convertirse en cantante. El interés de Bublé por la música jazz comenzó alrededor de los cinco años cuando su familia tocaba el álbum White Christmas por Bing Crosby en los tiempos de Navidad. La primera vez que su familia notó su talento musical fue en Navidad cuando Bublé tenía trece años, y lo escucharon cantar la frase "May your days be merry and bright" (en español "Que tus días sean felices y brillantes") cuando la familia estaba cantando la canción "White Christmas" en el auto.
Bublé tenía una fuerte pasión por el hockey sobre hielo y quería convertirse en un jugador profesional de hockey para Vancouver Canucks, pero creyó que no era bueno para ello. En 2010, con conciertos logró una tasa de $65 millones en todo el mundo, diciendo "Quería ser jugador de hockey. Sí fuera bueno jugando al hockey, probablemente no estaría cantando ahora". Bublé a menudo jugaba hockey en su juventud, miraba los juegos de Vancouver Canucks con su padre, y dijo que él "iba a cualquier juego en casa de niño... Recuerdo que quería ser Gary Lupul, quería ser Patrik Sundstrom e Ivan Hlinka. Solía pensar que ser nombrado Michael Bublé era genial porque era cercano a llamarse Jiri Bubla". Michael Bublé también compartía su interés por el hockey con su abuelo.
Desde los catorce a los veinte años, Michael pasó sus veranos trabajando como pescador comercial con su padre y compañeros de tripulación. Bublé describió su experiencia de trabajo como "El trabajo físico más mortal que sabré en mi vida. Nos íbamos por dos, a veces tres meses y la experiencia de vivir y trabajar entre hombres del doble de mi edad me enseñó muchas responsabilidades y lo que significa ser un hombre".
Sus primeros compromisos como cantante eran en clubes nocturnos a los 16 años y eran facilitados por su abuelo italiano Demetrio Santagà, un fontanero oriundo de una pequeña ciudad de Preganziol, cerca de 20 kilómetros de Venecia, que ofrecía sus servicios de fontanero a cambio de tiempo en escenario para su nieto. El abuelo de Bublé también pagaba por sus clases de canto. Uno de sus instructores vocales era Joseph Shore, el barítono de la ópera. Bublé creció escuchando la colección de jazz de su abuelo y acredita a su abuelo por animarlo a la música jazz. "Mi abuelo realmente era mi mejor amigo. Fue el único que me abrió un mundo entero de música que parecía haber pasado en mi generación. Aunque me gusta la música rock 'n' roll y moderna, la primera vez que mi abuelo puso Mills Brothers, algo mágico sucedió. La letra era tan romántica, tan real, la forma en que una canción debería ser por mí. Era como ver un flash de mi futuro ante mí. Quería ser cantante y sabía que esta sería la música que quería cantar." Bublé nunca paró de creer que se convertiría en una estrella, pero admitió que él probablemente sería el único que creía en su sueño, diciendo que incluso su abuelo materno pensó que Bublé sería "un acto de apertura para alguien en Las Vegas". La abuela materna de Bublé, Iolanda Moscone, también era italiana, de Carrufo, Villa Santa Lucia degli Abruzzi, Italia. Bublé ha dicho que nunca aprendió a leer o escribir música, utilizando solo la emoción para llevar su habilidad como compositor.
A los 18 años, Bublé entró en un concurso de talentos locales y ganó. Pero después de ganar, fue descalificado por la organizadora Beverly Delich porque era menor de edad. Después de eso, Delich inscribió a Bublé en el Canadian Youth Talent Search, y ganó. Seguido a esa victoria, Bublé le pidió a Delich que sea su mánager. Delich aceptó y representó a Bublé por los siguientes siete años no tan fructíferos. De acuerdo a Delich, Bublé haría cada concierto imaginable, incluyendo concursos de talento, convenciones, cruceros, centros comerciales, salones de hoteles, bares, clubes, conciertos, revistas musicales, e incluso cantos ocasionales de Santa Claus.
En 1996, Bublé apareció en Death Game (también conocido como Mortal Challenge) como Drome Groupie. También en 1996, apareció (sin créditos) en dos episodios de The X-Files como marinero de submarino.
Su primera actuación en televisión nacional fue en 1997, en el documental "Bravo!" titulado Big Band Boom!, dirigido por Mark Glover Masterson.
A comienzos de 1997, Bublé se convirtió en un invitado frecuente en el programa de Vicki Gabereau en CTV. Durante su primera temporada el programa salía en vivo, lo que trabajó a favor de Bublé. Cuando un invitado regular se vio obligado a cancelar, el productor musical del programa (Mark Fuller) a menudo le pedía a Bublé que apareciera a último momento. En una ocasión, Bublé compartió el escenario con Diana Krall, que estaba nominada a un Grammy por jazz. De acuerdo a Fuller, Krall estuvo impresionada con la actuación de Bublé. Las apariciones de Gabereau le permitieron a Bublé a tener gran exposición, pero también ayudaron al cantante a perfeccionar sus habilidades en televisión como cantante y como invitado en entrevistas. En una muestra de agradecimiento mutuo, Bublé apareció en el final del programa de Gabereau en 2005, junto a Jann Arden y Elvis Costello.
Bublé recibió dos nominaciones al Premio Genie en 2000 por dos canciones que escribió para la película Here's to Life! ("I've Never Been In Love Before", "Dumb ol' Heart"). Grabó tres álbumes independientes (First Dance, Babalu y Dream). Pero a los 25 años de edad Bublé se mudó de Columbia Británica a Toronto, Ontario y estaba listo para renunciar el sueño de músico profesional para mudarse a Vancouver, Columbia Británica, para perseguir una carrera en periodismo cuando llegó un golpe de suerte en 2000.

## Carrera musical

### 2000-02: Inicios musicales
En 2000, la carrera de Bublé llegó a una cadena de acontecimientos sorprendentes. Un ayudante del exministro Brian Mulroney, Michael McSweeney, vio la actuación de Bublé en una fiesta de negocios, y recibió una copia del álbum independiente de Bublé. McSweeney mostró el álbum a Mulroney y a su esposa y Bublé fue invitado a cantar en la boda de la hija de Mulroney, Caroline, donde cantó "Mack the Knife" de Kurt Weill. En la boda, Bublé fue presentado a David Foster, un productor ganador de premios Grammy quien había trabajado previamente con artistas como Madonna, Whitney Houston, Michael Jackson, Céline Dion, Barbra Streisand, Kenny G., Cher, Josh Groban, y Andrea Bocelli.
Inicialmente, Foster se mostró reacio a firmar con Bublé a su sello 143 Records porque él "no sabía cómo comerciar este tipo de música." Bublé se mudó a Los Ángeles durante un breve período, con su agente, para convencer a Foster a que lo aceptara. Finalmente, Foster aceptó producir un álbum para él si recaudaba $500 000 para cubrir los costos de la producción, y Bublé lo hizo. Foster terminó cubriendo los costos de producción al final bajo su sello, sin garantías de apoyo de Warner Brothers, y después que Bublé recibiera el sello personal de aprobación y apoyo del amigo de Foster, Paul Anka. Después que David Foster se puso de acuerdo con producir el álbum debut de Bublé, Bruce Allen, quien Bublé había perseguido durante años para que sea su mánager, también firmó a Bublé.
Bublé hizo algunas actuaciones en este período; en 2000, como un cantante de karaoke en A dúo junto a Gwyneth Paltrow y Huey Lewis, y en 2001, como Van Martin (un propietario de club), en Totally Blonde.

### 2003-04:Michael Bublé

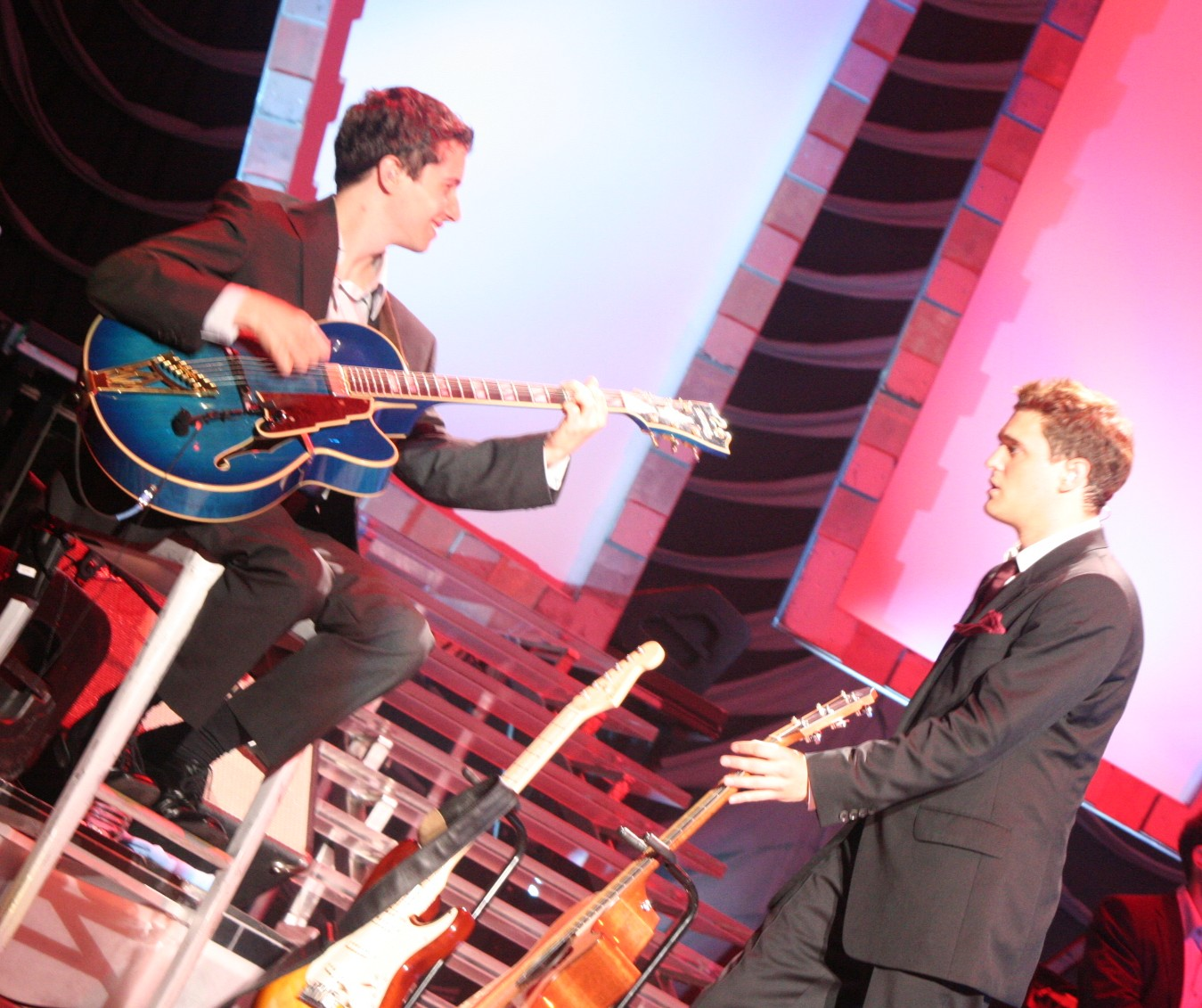
Bublé y Randy Napoleon, en Caught in the Act

Michael Bublé, el álbum debut, fue lanzado el 11 de febrero de 2003 por 143 Records/Reprise Records. El álbum cuenta con una serie de standards de diversas épocas incluyendo "Fever," "The Way You Look Tonight", "For One in My Life", "Moondace" y "You'll Never Find Another Love Like Mine". También en el álbum está "How Can You Mend a Broken Heart?", con Barry Gibb  haciendo coros. El álbum estuvo en el top 10 en Canadá, Reino Unido, Sudáfrica, y llegó al número uno en Australia. Estuvo en el número 33 en ARIA Top 100, Álbumes de 2003. Tuvo éxito marginal en Estados Unidos llegando al top 50 en Billboard 200. Tres canciones del álbum ("Kissing a Fool", "How Can You Mend a Broken Heart?", "Sway") llegaron al top 30 en Billboard Hot Adult Contemporarty Tracks.
Bublé apareció a nivel nacional en el programa de NBC de los Estados Unidos Today el 14 de febrero de 2003. Una campaña con "Fever" fue lanzada antes del Día de San Valentín con una pequeña campaña que decía "You pronounce it Boo-blay" (en español: "Se pronuncia Boo-blay.") El álbum fue Oro allí. Luego comenzó a viajar en todo el mundo para promocionar el álbum. La gira incluía Singapur, Sudáfrica, Filipinas, Reino Unido, Canadá, América del Sur, y finalmente Estados Unidos.
En noviembre de 2003, Bublé lanzó un EP de Navidad llamado Let It Snow, conteniendo 5 temas inéditos, que llegaron al número 56 en Billboard 200. "Let It Snow" alcanzó el top 40 de la lista de sencillos de Australia. Un DVD/CD en vivo llamado Come Fly with Me fue lanzado a principios de 2004. El CD fue número 99 en Aria Top 100 Álbumes de 2004. El DVD incluía imágenes en vivo y detrás de escenas de la primera gira mundial de Bublé. El CD incluía tres canciones inéditas de estudio, dos canciones nuevas, y tres canciones en vivo del álbum Michael Bublé. El álbum llegó al número 55 en Billboard 200. En noviembre de 2004, la edición de Navidad de su álbum debut fue lanzada como un set de dos discos que incluía Michael Bublé y Let It Snow.
Bublé ganó el premio "Nuevo Artista del Año" en los Premios Juno 2004 y su álbum estuvo nominado por "Álbum del Año", pero perdió con Sam Roberts.
Bublé apareció en la película de 2003 The Snow Walker. También en 2003 interpretó a un artista en un episodio de Days of Our Lives. En 2003, apareció como sí mismo en la serie Las Vegas.
Las canciones del álbum debut de Bublé ("For One in My Life", "Kissing a Fool") fueron lanzadas en la banda sonora de la película Down with Love en 2003. La banda sonora también incluía un dueto inédito con Holly Palmer del tema de la película. Se hizo un remix por Junkie XL para los créditos finales de la edición especial de Spider-Man 2 en 2004, y esta versión también fue lanzada como sencillo. Fue lanzado un CD en 2003 de siete canciones que Bublé cantó para Totally Blonde, llamándolo Totally Bublé.
Después del éxito del álbum homónimo de Bublé, DRG Recrods lanzó la banda sonora de jazz de la película Totally Blonde en que Bublé tenía un papel coprotagonista como un cantante de club nocturno y un propietario de club. DRG Records básicamente ignoró la conexión musical a la película al cambiarle el título y colocando una fotografía en la portada haciéndolo aparecer como sí se tratara de una versión adecuada de Michael Bublé. La distorsión es menor y Bublé dijo en su página oficial que no quería que estas canciones fueran lanzadas, pero que estaba fuera de su control. Su versión de "Come Fly with Me" es utilizada en Looney Tunes: Back in Action.

### 2005-06:It's time(Ya es hora)
El segundo álbum de estudio de Bublé, It's Time, fue lanzado el 15 de febrero de 2005, de nuevo por 143/Reprise Records. El álbum incluía canciones como "You Don't Know Me", "Feeling Good", "Can't Buy Me Love", "Save the Last Dance for Me", "Song for You", y "Quando, Quando, Quando" (un dueto con la cantante canadiense pop Nelly Furtado). También incluía una canción original, "Home", coescrita por Bublé, su director musical Alan Chang, y Amy Foster-Gilles (la hija de David Foster).
El álbum alcanzó el número 1 en Canadá, Italia, Japón, y la lista Billboard Top Jazz, número 2 en Australia, y número 7 en Billboard 200.
Además llegó al top 10 de Reino Unido, Suiza, Noruega, Austria y Suecia. El álbum pasó 104 semanas en Billboard Top Jazz Charts, incluyendo un récord de 78 semanas en el puesto número 1. It's Time estuvo en Billboard Top Jazz Album en 2005 y 2006. El primer sencillo, "Feeling Good", tuvo un poco de éxito comercial. Sin embargo, el segundo sencillo del álbum, "Home" llegó al puesto 1 en Billboard Adult Contemporary Tracks y 72 en Billboard Hot 100. El tercer sencillo, "Save the Last Dance for Me", llegó al número 5 de Billboard AC Track Chart y 99 en Billboard Hot 100.
En 2005, también apareció en un comercial para la línea Starbucks Frappucino, cantando su sencillo "Come Fly with Me". El sencillo apareció como bonus track en la edición de Starbucks de It's Time.
Bublé ganó cuatro Premios Juno en 2006 por Álbum Pop del Año - It's Time, Sencillo del Año - "Home", Álbum del Año - It's Time, Artista del Año, y estuvo nominado para el Premio Juno Fan Choice, pero perdió con la banda canadiense punk rock Simple Plan. Estuvo nominado dos veces para un Grammy en la categoría Mejor Álbum Tradicional de Pop en 2006 (It's Time) y 2007 (Caught in the Act), pero perdió, en ambos casos, con Tony Bennett. En 2007, Bublé recibió una nominación para un premio Juno, por elección de los admiradores, pero perdió contra Nelly Furtado.

### 2007-08:Call Me Irresponsible

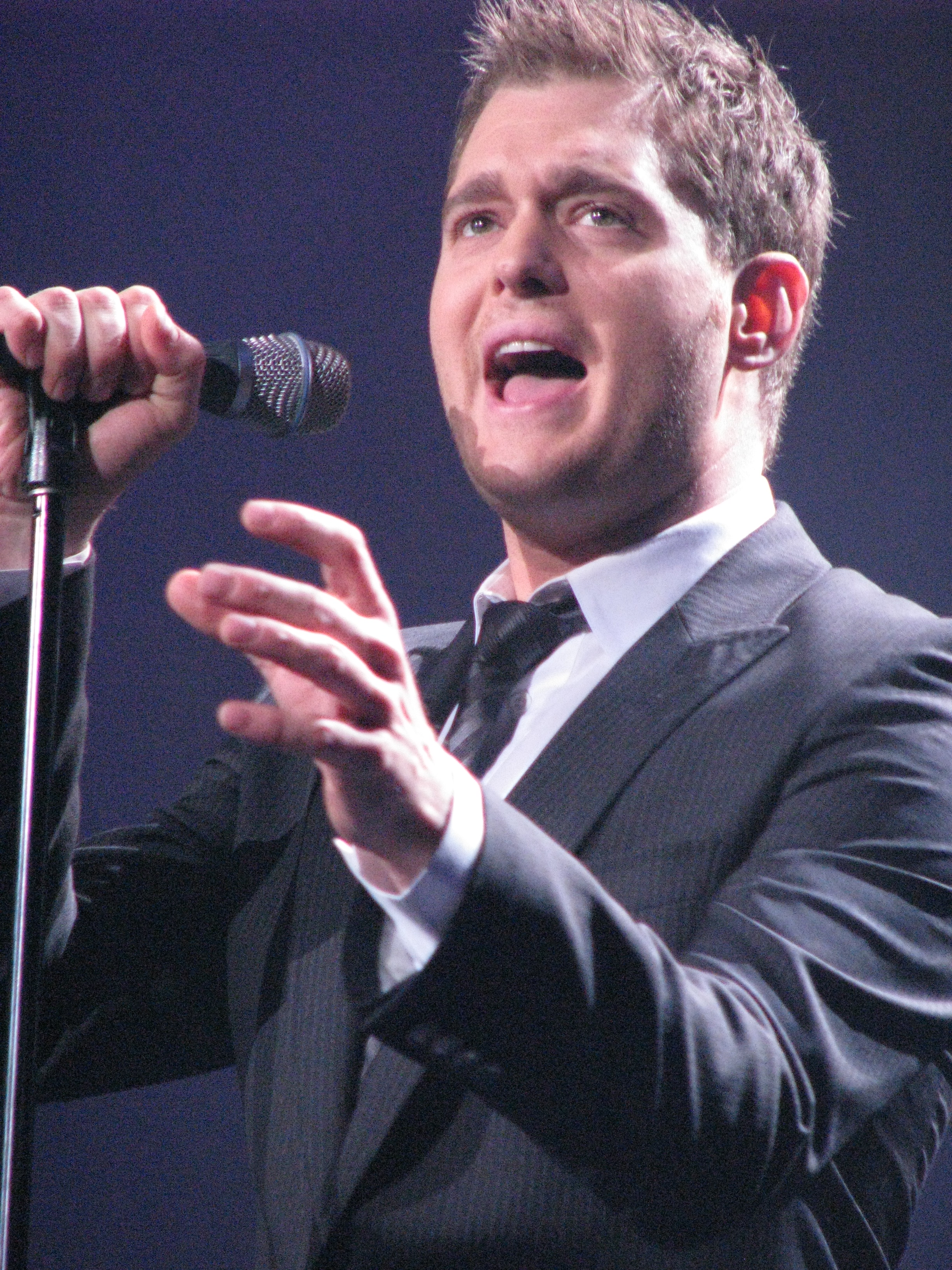
Michael Bublé presentándose en Australia en 2008

El tercer álbum de estudio de Bublé, Call Me Irresponsible fue lanzado el 1 de mayo de 2007 por 143/Reprise Records. Su tercer álbum incluía canciones como "Always On My Mind," "Dream", "I've Got The World On A String", y "Comin' Home Baby" (un dueto con Boyz II Men). En los Estados Unidos, el ldrhgio álbum debutó en el número dos en Billboard 200 y llegó al número uno en su segunda semana. Unos pocos artistas han sido capaces de lograr esto, como Michael Jackson Hilary Duff y Sugarland. El álbum ha vendido cerca de 2 millones de copias solo en Estados Unidos. Internacionalmente, el álbum debutó en la posición top, y fue el álbum mejor vendido del año 2007. En Reino Unido, la versión estándar y la Edición Especial fueron los mejores vendidos (Estándar con 300,000, y la Edición Especial con 462,000). Además, el álbum fue certificado Doble Platino en Europa con más de dos millones de copias vendidas. Call Me Irresponsible ha vendido más de 5 millones de copias en todo el mundo.
El primer sencillo del álbum fue "Everything". Tiene un sonido más de adulto contemporáneo en lugar de su estilo big band y fue lanzado en mayo de 2007. La canción se convirtió en uno de los mejores éxitos de Bublé, llegando al número 46 en Billboard Hot 100, número 1 en Hot Adult Contemporary Tracks, y número 10 en Canadá. "Me and Mrs. Jones" fue fijada a lanzarse como el segundo sencillo del álbum, pero fue cancelado a pesar de que se hizo un vídeo musical. El siguiente sencillo, lanzado en noviembre de 2007, fue "Lost", un éxito en el puesto 97 en Hot 100 y 19 en Reino Unido. "It Had Better Be Tonight" fue lanzado como un sencillo remix, con muchos remixes por Eddie Amador. La canción llegó a la posición 89 en Canadá. El sencillo final del álbum, "Comin' Home Baby", fue lanzado en abril de 2008.

### 2009-presente:Crazy love(Loco amor)
El tercer DVD de Michael Bublé (después de Caught in the Act y Come Fly with Me) titulado Michael Bublé Meets Madison Square Garden fue lanzado el 16 de junio de 2009. Se estrenó en su página oficial un tráiler exclusivo. El DVD es una recopilación de eventos en las actuaciones más importantes en vivo de Bublé. El CD estándar contiene 10 canciones en vivo y tiene una portada anaranjada. La edición en línea contiene dos canciones agregadas ("Sway" y "That's Life") y tiene una portada alternativa color azul. En América, la edición azul puede ser solo comprada a través de su tienda en línea-sin embargo, la edición especial está disponible para comprar en cualquier lugar.
En 2009, Bublé fue mostrado en My Musical Brain con el escritor y neurocientífico Daniel Levitin, basado en el libro de Levitin This Is Your Brain On Music.
El cuarto álbum de estudio de Bublé, Crazy Love, fue lanzado por 143/Reprise Records el 13 de octubre de 2009. Sin embargo, ocurrió en los Estados Unidos un lanzamiento anticipado el 9 de octubre de 2009, en que Bublé apareció en Oprah ese mismo día y cantó el primer sencillo del álbum, "Haven't Met You Yet". El álbum fue promocionado en una entrevista con George Stroumboulopoulos en The Hour el 17 de octubre de 2009, y el 22 de diciembre en The Gleen Beck Program.
El álbum contiene doce canciones (y 1 bonus track), incluyendo dos canciones originales coescritas por Bublé, "Haven't Met You Yet" (canción dedicada a su esposa Luisana Lopilato) y "Hold On". Su primer sencillo, "Haven't Met You Yet" fue lanzado el 31 de agosto de 2009, dónde fue número 1 en Adult Contemporary en Canadá. La mayoría de las canciones fueron grabadas en vivo debido a que Bublé no quería sonar muy sobreproducido y resbaladizo. Bublé también escribió la introducción para su cover de "Cry Me a River", debido a que quería que la canción sonara muy cinematográfica y grandilocuente.
Crazy Love debutó en el número 1 en Billboard 200 y fue álbum número 1 en Top Jazz Album. También debutó en el número 1 en Australia y Canadá, dónde se vendió como el álbum más rápidamente vendido. El álbum sería apoyado por una gira llamada Crazy Love Tour. Durante la gira, Michael tocó dos noches en el Estadio Aviva en Dublín, Irlanda. El estadio tiene 51,700 y todas las entradas se vendieron en un día. La primera noche de la gira Michael tuvo la mayor audiencia.
Bublé participó en The X Factor en 2009. Fue el mentor para los finalistas en la semana tres y también apareció en la final, con un dueto con Stacey Solomon.
Bublé fue el invitado musical en Saturday Night Live el 30 de enero de 2010. Cantó "Haven't Met You Yet", "Baby (You've Got What It Takes)" con Sharon Jones, e hizo un sketch con Jon Hamm para "Hamm & Bublé Restaurant".

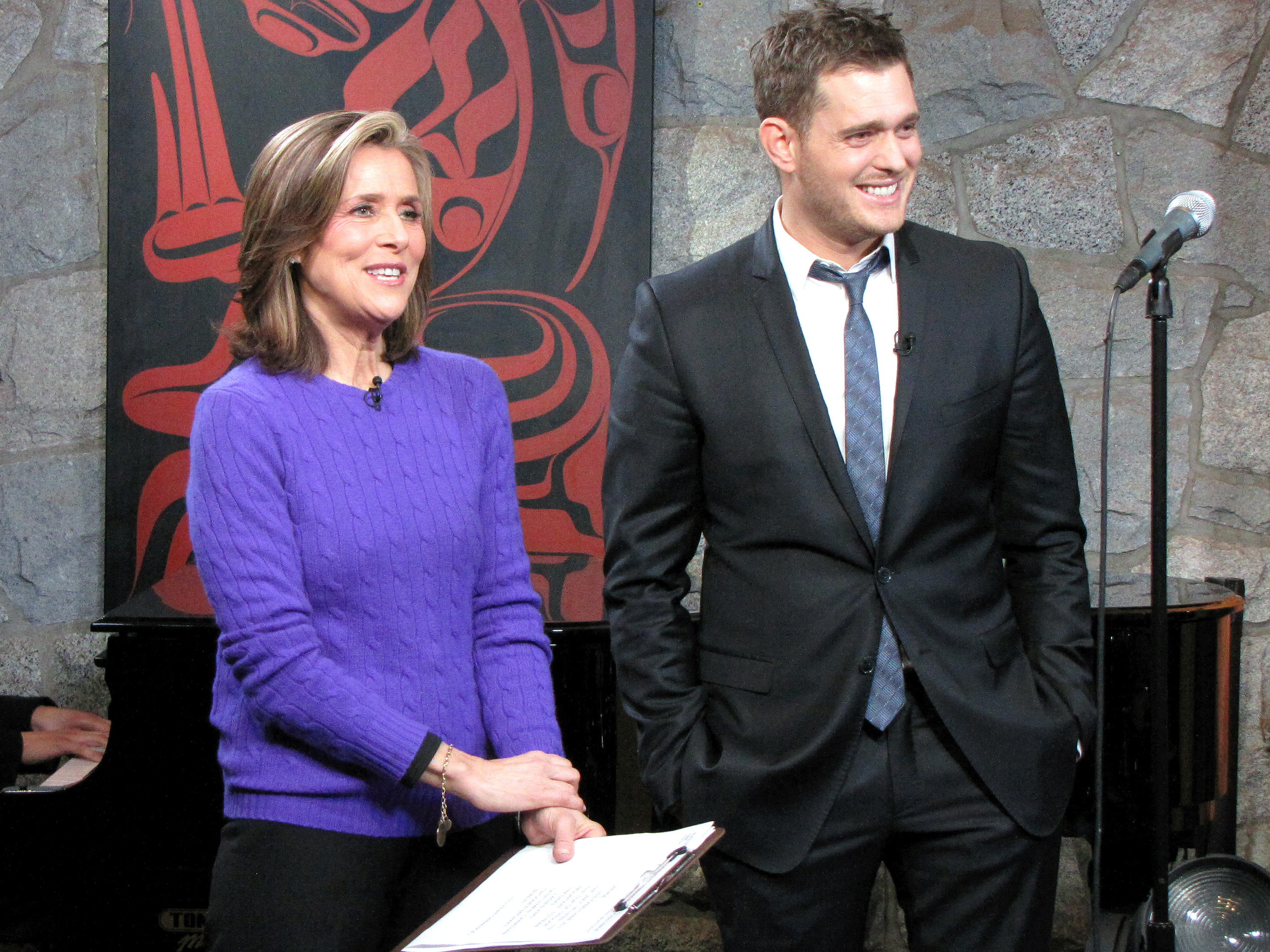
Bublé con Meredith Vieira en Today.

Bublé participó en los Juegos Olímpicos de Invierno de 2010 en Vancouver antes de la ceremonia de apertura. Actuó en Today de NBC el 12 de febrero, el día de la ceremonia de apertura y durante la transmisión en la Montaña Grouse. "Cry Me A River" fue seleccionada como la canción temática para la cobertura de los juegos.
Bublé apareció en un especial sobre él mismo que salió al aire en la televisión australiana en enero.
Bublé actuó junto con otros artistas de Canadá (incluyendo Michael J. Fox) en la ceremonia de clausura cantando una versión de "Maple Leaf Forever", originalmente apareciendo como "Mountie", pero luego desgarrándose el uniforme para revelar un esmoquin blanco por debajo.
También apareció en la comedia The Colbert Report. El 18 de abril de 2010, Bublé se llevó a casa cuatro premios Juno por Elección Juno, Sencillo del Año - "Haven't Met You Yet", Álbum del Año - Crazy Love, y Álbum Pop del Año - Crazy Love, y dos nominaciones por Artista del Año y Compositor del Año. Los productores de Crazy Love, David Foster y Bob Rock recibieron nominaciones por separado por Premio Jack Richardson Productor del Año, con Bob Rock ganando el premio.
Warner Records anunció que Bublé re-lanzaría Crazy Love el 25 de octubre de 2010 en los Estados Unidos, con una anterior fecha de lanzamiento el 15 de octubre de 2010 para Europa. Esta edición especial se llamará, Crazy Love Hollywood Edition. Contendrá varios bonus track incluyendo el último sencillo de Bublé, "Hollywood", que fue coescrita por el compositor y pianista canadiente Robert G. Scott. El 7 de septiembre de 2010, "Hollywood" fue lanzado en todo el mundo en radios y como sencillo digital en iTunes. Recientemente tocó para 100,000 personas en el Estadio Aviva en Dublín como su concierto más grande hasta la fecha y se han hecho rumores que habrá un DVD del concierto. Michael aparecerá en un especial de ITV llamado This Is Michael Bublé. El especial contendrá escenas de conciertos en el Estadio Aviva.
El 23 de febrero de 2011, Michael apareció como el narrador de Song Stories: My Way.
En 2016 decidió parar su carrera para cuidar de su hijo enfermo de cáncer a pesar de las advertencias de sus productores en contra.

## Vida personal
Michael Bublé estuvo comprometido con su novia de mucho tiempo Debbie Timuss, una actriz de teatro, bailarina y cantante. Ambos estuvieron en los musicales Red Rock Diner en 1996, y Forever Swing en 1998.
Timuss fue enlistada como una de las dedicatorias del álbum homónimo Michael Bublé y It's Time, y como corista en It's Time. Mientras estaba en Italia, Bublé coescribió el sencillo "Home" para Timuss.
Timuss también aparece en el vídeo musical para "Home". Su compromiso terminó en noviembre de 2005. Su ruptura inspiró a Bublé a coescribir la canción "Lost".
Es un gran fanático del hockey desde su niñez. 
Desde 2005, Bublé tiene la doble nacionalidad, italiano-canadiense.
Durante una aparición en los Premios Logie en 2005, conoció a la actriz británica Emily Blunt y de nuevo se encontró con ella detrás de escenario en Los Ángeles, terminando en una relación y creyendo que era una productora de BBC. Blunt cantó los coros del cover "Me and Mrs. Jones" en el álbum Call Me Irresponsible. La canción "Everything" fue escrita hacia Blunt.
El publicista de Bublé confirmó el 11 de julio de 2008 que había terminado su relación con Blunt.
En noviembre de 2008 en una fiesta hecha por la compañía discográfica de Bublé después de uno de sus conciertos en Buenos Aires conoce a Luisana Lopilato, una actriz y modelo argentina.
Desde diciembre de 2008, ha sido el copropietario de los Vancouver Giants.
Se comprometen en Argentina en noviembre de 2009. Bublé coescribió el sencillo "Haven't Met You Yet" y ella apareció en el vídeo musical de la canción. 
El 2 de abril fue la boda religiosa y civil en Argentina, y el 20 de mayo de 2011 realizaron una ceremonia simbólica en Canadá para las personas que no pudieron asistir al matrimonio de Argentina; cabe resaltar que lo organizó la madre de Michael Bublé.
El 27 de agosto de 2013 nació el primer hijo de la pareja, Noah Bublé Lopilato, en Canadá y el 22 de enero de 2016 nació el segundo hijo de la pareja Elías Bublé Lopilato. 
El 25 de julio de 2018, Michael Bublé y Luisana Lopilato tuvieron su tercera hija, Vida Bublé Lopilato.
Por eso requiere "un disco de hockey del equipo local" en su camerino como parte de su contrato para promotores de conciertos en cada ciudad.
El 21 de febrero de 2022 anunciaron que estaban esperando su cuarta hija.
El 19 de agosto de 2022 nació su cuarta hija, Cielo.

## Filmografía
- 2000: A dúo
- 2001: Totally Blonde
- 2003: The Snow Walker
- 2004: Las Vegas – "Catch of the Day"

| Año  | Título  | Personaje | Notas      |
| ---- | ------- | --------- | ---------- |
| 2018 | El host | El mismo  | 1 episodio |

## Discografía
- Michael Bublé (2003)
- It's Time (2005)
- Call Me Irresponsible (2007)
- Crazy Love (2009)
- Christmas (2011)
- To Be Loved (2013)
- Nobody but Me (2016)
- Love (2018)
- Higher (2022)
- The Essential (2022) (Disco recopilatorio)

## Giras musicales
- Michael Bublé: Live in Concert (2004)
- It's Time Tour (2005 - 2006)
- Irresponsible Tour (2007 - 2008)
- Crazy Love Tour (2010 - 2012)
- To Be Loved Tour (2013 - 2015)
- An Evening with Michael Bublé (2019 - 2020)

## Premios y nominaciones
| Año  | Premio                      | Categoría                                                                                           | Resultado |
| ---- | --------------------------- | --------------------------------------------------------------------------------------------------- | --------- |
| 2001 | Genie                       | Mejor Logro en Música - Canción Original - "I've Never Been in Love Before"                         | Nom.      |
| 2001 | Genie                       | Mejor Logro en Música - Canción Original - "Dumb ol' Heart"                                         | Nom.      |
| 2004 | Juno                        | Mejor Nuevo Artista                                                                                 | Ganador   |
| 2004 | Juno                        | Álbum del Año – Michael Bublé                                                                       | Nom.      |
| 2005 | World Music Award           | Artista que Más vende en el Mundo/Canadá                                                            | Ganador   |
| 2005 | World Music Award           | Artista Masculino que Más vende en el Mundo                                                         | Nom.      |
| 2006 | Juno                        | Álbum Pop del Año – It's Time                                                                       | Ganador   |
| 2006 | Juno                        | Sencillo del Año – "Home"                                                                           | Ganador   |
| 2006 | Juno                        | Álbum del Año – It's Time                                                                           | Ganador   |
| 2006 | Juno                        | Artista del Año                                                                                     | Ganador   |
| 2006 | Juno                        | Juno Fan Choice Award                                                                               | Nom.      |
| 2006 | ECHO                        | Producción de Jazz del Año – It's Time                                                              | Ganador   |
| 2006 | ECHO                        | Bienvenido Internacional del Año – It's Time                                                        | Nom.      |
| 2006 | Grammy                      | Mejor Álbum Tradicional de Pop – It's Time                                                          | Nom.      |
| 2006 | MuchMusic Video Awards      | MuchMoreMusic Award – "Save the Last Dance for Me"                                                  | Ganador   |
| 2006 | MuchMusic Video Awards      | MuchMoreMusic Award – "Home"                                                                        | Nom.      |
| 2006 | American Music Awards       | Artista Adulto Favorito Contemporáneo                                                               | Nom.      |
| 2007 | National Jazz Awards        | Vocalista Masculino del Año                                                                         | Ganador   |
| 2007 | MuchMusic Video Awards      | MuchMoreMusic Award – "Everything"                                                                  | Ganador   |
| 2007 | Gemini                      | Mejor Actuación o Anfitrión en un Programa de Variedad o Serie – "How About You?" (con Lou Pomanti) | Nom.      |
| 2007 | Grammy                      | Mejor Álbum Tradicional de Pop – Caught in the Act                                                  | Nom.      |
| 2007 | People's Choice Awards      | Adaptación Favorito – "Save the Last Dance for Me"                                                  | Nom.      |
| 2007 | Juno                        | Juno Fan Choice Award                                                                               | Nom.      |
| 2008 | ECHO                        | Artista Masculino Internacional Pop/Rock del Año – Call Me Irresponsible                            | Nom.      |
| 2008 | Brit Awards                 | Artista Masculino Internacional Solista                                                             | Nom.      |
| 2008 | Grammy                      | Mejor Álbum Tradicional de Pop – Call me Irresponsible                                              | Ganador   |
| 2008 | Grammy                      | Mejor Actuación de Cantante Masculino Pop – "Everything"                                            | Nom.      |
| 2008 | Juno                        | Artista del Año                                                                                     | Nom.      |
| 2008 | Juno                        | Álbum del Año – Call Me Irresponsible                                                               | Nom.      |
| 2008 | Juno                        | Álbum Pop del Año – Call Me Irresponsible                                                           | Nom.      |
| 2008 | Juno                        | Sencillo del Año – "Everything"                                                                     | Nom.      |
| 2008 | Juno                        | Juno Fan Choice Award                                                                               | Ganador   |
| 2008 | Canadian Smooth Jazz Awards | Mejor Vocalista Masculino                                                                           | Ganador   |
| 2008 | Canadian Smooth Jazz Awards | Mejor Composición Original – "Everything"                                                           | Ganador   |
| 2009 | Juno                        | Sencillo del Año – "Lost"                                                                           | Nom.      |
| 2010 | Grammy                      | Mejor Álbum Pop Tradicional – Michael Bublé Meets Madison Square Garden                             | Ganador   |
| 2010 | Brit Awards                 | Artista Internacional Masculino                                                                     | Nom.      |
| 2010 | Meteor Awards               | Artista Internacional Masculino                                                                     | Ganador   |
| 2010 | Juno                        | Álbum Pop del Año – Crazy Love                                                                      | Ganador   |
| 2010 | Juno                        | Sencillo del Año – "Haven't Met You Yet"                                                            | Ganador   |
| 2010 | Juno                        | Álbum del Año – Crazy Love                                                                          | Ganador   |
| 2010 | Juno                        | Juno Fan Choice Award                                                                               | Ganador   |
| 2010 | Juno                        | Artista del Año                                                                                     | Nom.      |
| 2010 | Juno                        | Compositor del Año                                                                                  | Nom.      |
| 2010 | American Music Awards       | Artista Favorito Adulto Contemporáneo                                                               | Ganador   |
| 2011 | Grammy                      | Mejor Álbum Internacional Pop - Crazy Love                                                          | Ganador   |
| 2011 | Grammy                      | Mejor Actuación Masculina Pop - "Haven't Met You Yet"                                               | Pend.     |
| 2011 | Juno                        | Juno Fan Choice Award                                                                               | Pend.     |